# Czartowska Skała (Polska)
Czartowska Skała (niem. Spitzberg) – wzniesienie o wysokości 463 m n.p.m., w południowo-zachodniej Polsce, na Pogórzu Kaczawskim (Pogórzu Złotoryjskim), na Pogórzu Zachodniosudeckim (dawniej Sudety Zachodnie).
Wzniesienie położone jest na zachód od Parku Krajobrazowego Chełmy, około 6,5 km na północny zachód od Myśliborza, województwo dolnośląskie.
Jest to niewielkie powulkaniczne wzniesienie, w kształcie małego, lekko skrzywionego stożka podciętego z dwóch stron wyrobiskami nieczynnych kamieniołomów. Wzniesienie o dość stromych zboczach, z wyraźnie podkreślonym wierzchołkiem, wznosi się  samotnie w środkowo-zachodniej części Wzgórz Złotoryjskich w środkowej części Parku Krajobrazowego Chełmy, wyraźnie odróżniając się od płaskiego krajobrazu. Wzniesienie o zróżnicowanej budowie geologicznej, zbudowane z bazaltów – wulkanitów mioceńskich stanowiących część rdzenia dawnego wulkanu tarczowego wypełnionego lawą oraz pokrywy lawowej o zasadowej lawie. Bazanit budujący wzniesienie jest spękany i tworzy regularne słupy. Niższe partie zbocza pokrywają utwory soliflukcyjne, a u podnóża występują osady glacjalne, fluwioglacjalne. W trakcie transgresji lądolodu na Pogórze Kaczawskie wzniesienie nie było całkowicie przykryte lodem, stanowiło skalisty nunatak wystający z lądolodu na niewielką kilkumetrową wysokość.
Wzniesienie od strony północnej porośnięte niewielkimi kępami drzew i krzewów. Na zboczu góry wyrobiska po dawnym kamieniołomie, w których podczas eksploatacji, odsłonięto część dawnego komina wulkanicznego z wyraźną słupową oddzielnością bazaltu. Wzgórze od 1991 roku stanowi pomnik przyrody nieożywionej Czartowska Skała i objęte jest ochroną prawną. Czartowska Skała jest siedliskiem roślin chronionych; występuje tu dziewięćsił bezłodygowy, storczyk męski, storczyk bzowy, wawrzynek wilczełyko, pierwiosnka wyniosła.

## Turystyka
Przez wzniesienie przechodzi szlak turystyczny
- żółty – Szlak Wygasłych Wulkanów – odcinek prowadzący z Jawora do Sędziszowej i dalej.
- Szczyt wzniesienia stanowi punkt widokowy z panoramą na Pogórze Kaczawskie, Góry Kaczawskie i Karkonosze.